# Собственное время
В теории относительности собственное время вдоль времениподобной мировой линии определяется как время, измеренное часами, перемещающимися по этой линии. Таким образом, оно не зависит от координат и является скаляром Лоренца. Собственный временной интервал между двумя событиями на мировой линии — это изменение собственного времени. Этот интервал представляет интерес, поскольку собственное время фиксируется только с точностью до произвольной аддитивной константы, а именно установки часов на какое-то событие вдоль мировой линии. Собственный интервал времени между двумя событиями зависит не только от самих событий, но и от мировой линии, соединяющей их, и, следовательно, от движения часов между событиями. Он выражается в виде интеграла по мировой линии. Ускоряющиеся часы будут измерять меньшее время, прошедшее между двумя событиями, чем время, измеренное неускоряющимися (инерциальными) часами между теми же двумя событиями. Примером этого эффекта является парадокс близнецов.

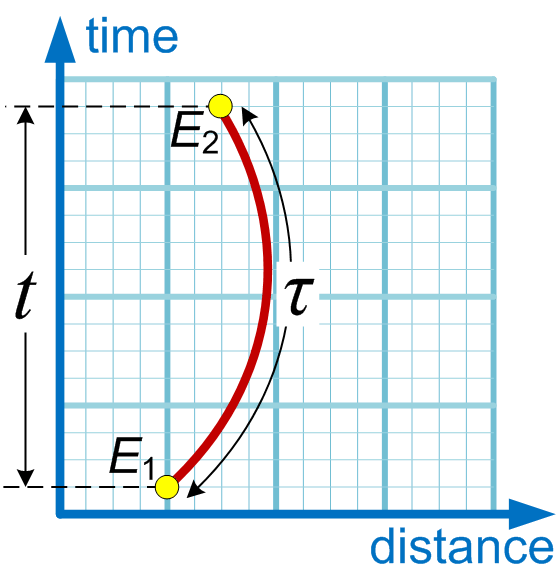
Темно-синяя вертикальная линия представляет инерциального наблюдателя, измеряющего координатный временной интервал t между событиями E _{1} и E _{2}. Красная кривая представляет часы, измеряющие собственный интервал времени τ между теми же двумя событиями.

В терминах четырехмерного пространства-времени собственное время аналогично длине дуги в трехмерном (евклидовом) пространстве. По соглашению, собственное время обычно обозначается греческой буквой τ (тау), чтобы отличить его от координатного времени, обозначаемого t .
В отличие от собственного времени, координатное время — это время между двумя событиями, измеренное наблюдателем, использующим его собственный метод для назначения времени событию. В частном случае инерционного наблюдателя в специальной теории относительности время измеряется с использованием часов этого наблюдателя и определения им одновременности.
Понятие собственного времени было введено Германом Минковским в 1908 г. и является особенностью диаграмм Минковского.

## Использованная литература
- Cook, R. J. (2004). Physical time and physical space in general relativity. Am. J. Phys. 72 (2): 214–219. Bibcode:2004AmJPh..72..214C. doi:10.1119/1.1607338. ISSN 0002-9505.
- Foster, J. A short course in general relativity. — 1978. — ISBN 0-582-44194-3.
- Kleppner, D. An introduction to mechanics. — 1978. — ISBN 0-07-035048-5.
- Kopeikin, Sergei. Relativistic Celestial Mechanics of the Solar System. — 2011. — ISBN 978-3-527-40856-6.
- Landau, L. D. The classical theory of fields. — 1975. — Vol. 2. — ISBN 0-7506-2768-9.
- Lawden, Derek F. An Introduction to Tensor Calculus: Relativity and Cosmology. — 2012. — ISBN 978-0-486-13214-3.
- Lovelock, David (1989), Tensors, Differential Forms, and Variational Principles
- Minkowski, Hermann (1908), Die Grundgleichungen für die elektromagnetischen Vorgänge in bewegten Körpern, Nachrichten von der Königlichen Gesellschaft der Wissenschaften und der Georg-August-Universität zu Göttingen, Göttingen, Архивировано из оригинала 8 июля 2012
- Poisson, Eric (2004), A Relativist's Toolkit: The Mathematics of Black-Hole Mechanics
- Weinberg, Steven (1972), Gravitation and Cosmology: Principles and Applications of the General Theory of Relativity
- Barton Zwiebachtitle. A First Course in String Theory. — Cambridge University Press, 2004. — ISBN 0-521-83143-1.